# Riku Iijima
Riku Iijima (japanisch 飯島 陸 Iijima Riku; * 17. November 1999 in Honjō, Präfektur Saitama) ist ein japanischer Fußballspieler.

## Karriere
Riku Iijima erlernte das Fußballspielen in der Jugendmannschaft des Kumagaya SC, der Schulmannschaft der Maebashi Ikuei High School sowie in der Universitätsmannschaft der Hōsei-Universität. Von Oktober 2021 bis Saisonende wurde er an Ventforet Kofu ausgeliehen. Der Verein aus Kōfu, einer Stadt in der Präfektur Yamanashi, spielte in der zweiten japanischen Liga, der J2 League. Während seiner Ausleihe kam er bei Ventforet nicht zum Einsatz. Nach der Ausleihe wurde er am 1. Februar 2022 von Ventforet fest unter Vertrag genommen. Sein Zweitligadebüt gab Riku Iijima am 27. Februar 2022 (2. Spieltag) im Heimspiel gegen den Erstligaabsteiger Ōita Trinita. Hier wurde er in der 68. Minute für Masahiro Sekiguchi eingewechselt. Das Spiel endete 1:1. Nach 45 Ligaspielen wechselte er im Februar 2025 auf Leihbasis zum Drittligisten Fukushima United FC.